# ユアヒットパレード (RKBラジオ)
ユアヒットパレードは1995年10月から2004年3月までのナイターオフにRKB毎日放送（RKBラジオ）で放送されていた音楽番組である。

## 番組概要
- 流す曲は昭和30年代〜平成4年にヒットした邦楽
- 「オールディーズ洋楽コーナー」として洋楽を流した時期もあった。

## 放送時間
- ごく稀に、「全国高校生の主張」の特別番組などが入り、短縮されていたり、福岡ダイエーホークスが日本シリーズに出場時、「ホークス歌の応援団」に振り替えられたことがあった。

| 1995年度 | 1995年10月 - 1996年3月 | 21:00 - 22:00 |
| 1996年度 | 1996年4月 - 1997年3月  | 20:00 - 22:00 |
| 1997年度 | 1997年4月 - 9月        | 20:00 - 22:00 |
| 1997年度 | 1997年10月 - 1998年3月 | 21:00 - 22:35 |
| 1998年度 | 1998年4月 - 1999年3月  | 20:00 - 22:20 |
| 1999年度 | 1999年4月 - 2000年3月  | 20:00 - 21:00 |
| 2000年度 | 2000年4月 - 2001年3月  | 20:00 - 21:00 |
| 2001年度 | 2001年10月 - 2002年3月 | 20:00 - 22:50 |
| 2002年度 | 2002年4月 - 9月        | 放送休止      |
| 2002年度 | 2002年10月 - 2003年3月 | 20:00 - 22:50 |
| 2003年度 | 2003年4月 - 9月        | 放送休止      |
| 2003年度 | 2003年10月 - 2004年3月 | 20:00 - 23:00 |

| 1995年度 | 1995年10月 - 1996年3月 | 20:00 - 22:00                                 |
| 1996年度 | 1996年10月 - 1997年3月 | 20:00 - 22:00                                 |
| 1997年度 | 1997年10月 - 1998年3月 | 火〜木曜日 20:00 - 22:35 金曜日 20:00 - 21:45 |
| 1998年度 | 1998年10月 - 1999年3月 | 火〜木曜日 20:00 - 22:35 金曜日 20:00 - 21:45 |
| 1999年度 | 1999年10月 - 2000年3月 | 火〜木曜日 20:00 - 22:50 金曜日 20:00 - 22:00 |
| 2000年度 | 2000年10月 - 2001年3月 | 火〜木曜日 21:00 - 22:50 金曜日 21:00 - 21:55 |
| 2001年度 | 2001年10月 - 2002年3月 | 火〜金曜日 21:00 - 22:50                      |
| 2002年度 | 2002年10月 - 2003年3月 | 火〜金曜日 21:00 - 22:50                      |
| 2003年度 | 2003年10月 - 2004年3月 | 火〜金曜日 21:10 - 23:00                      |

## パーソナリティ
- 鬼橋美智子
- 中村良知　(1995年秋〜1996年春　火・木曜日担当)

## コーナー
- 電リクヒットパレード - 「おにちゃんの電リクヒットパレード」とも。毎週月曜日に、リスナーから、メッセージとともに、リクエスト曲を募り、その曲をかけていた。

## エピソード
- ホークス歌の応援団のオフシーズン版として放送された。
- この番組の直前に、「プレヒットパレード」が、また、放送前の夕方には、「プレプレヒットパレード」というミニ番組を放送していたことがある。